# Донний лід

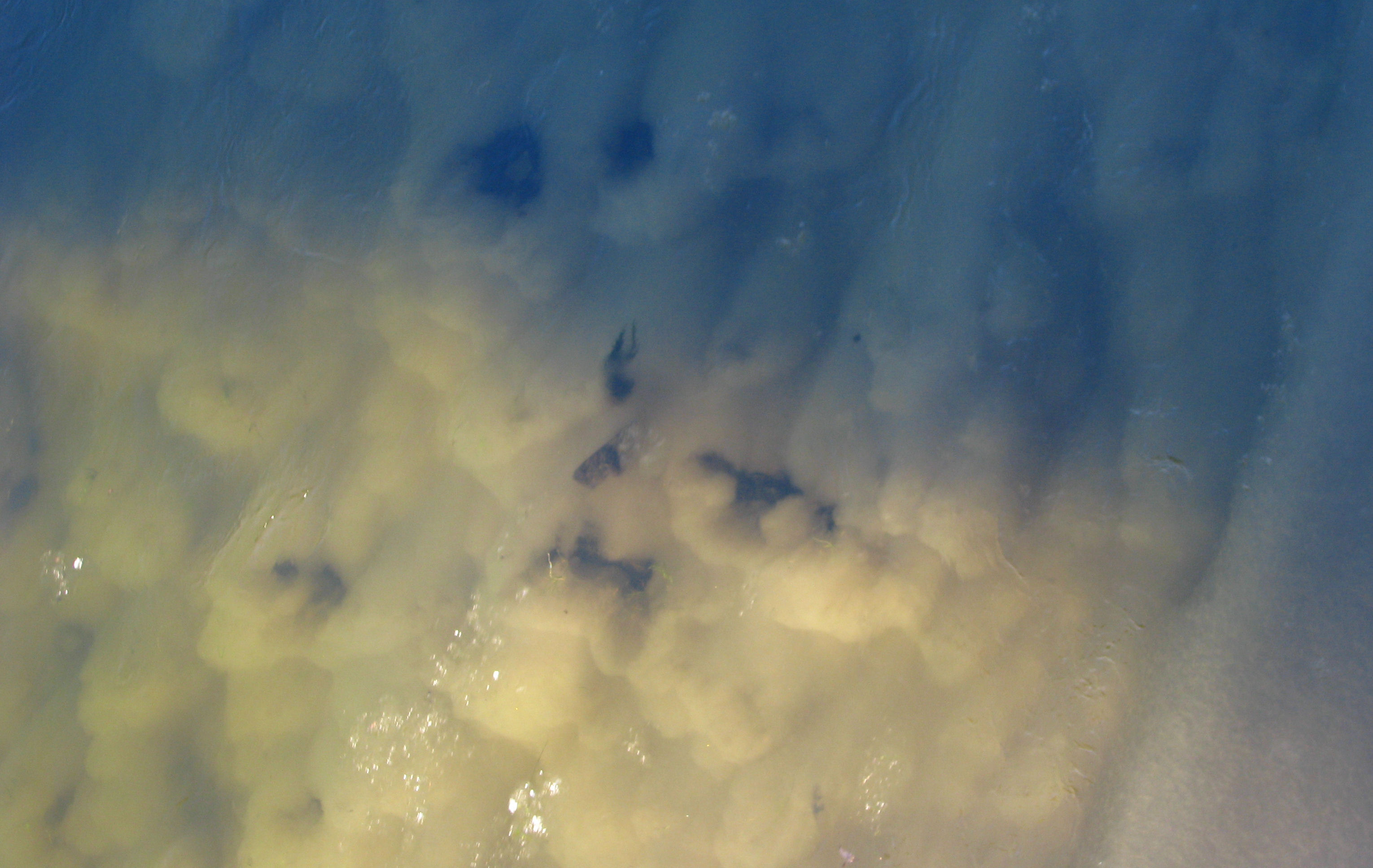
Донний лід

До́нний лід (англ. anchor ice, anchor (bottom) ice, ground-ice , anchorice — anchor-ice, bottom ice) — накопичення внутрішньоводного льоду на дні, лід, що утворюється на дні водойми при опусканні переохолоджених мас води.
Спостерігається на річках, озерах, арктичних мілинах, а також на предметах, занурених у воду. У водоймах Півночі і різко-континентальних зон є частим явищем.
Донний лід — пластинчастий губчатий лід, що утворюється перед льодоставом. При випливанні на поверхню його називають «сало», «шуга» тощо. Донний лід утворюється тільки у рухомій воді непокритій льодом при різкому зниженні температури повітря.